# Baradat-Esteve
|  | Per a altres significats, vegeu «Baradat-Esteve (motor)». |

Baradat-Esteve fou una marca catalana d'automòbils, fabricats el 1922 a Barcelona per l'empresa Cortina, Baradat y Esteve. Fundada pels enginyers Claudi i Carles Baradat, amb el suport dels financers Cortina i Frederic Esteve, l'empresa va tancar aquell mateix any després d'haver produït un total de dotze unitats del seu únic model. L'únic model Baradat-Esteve fou exhibit al Saló de l'Automòbil de Barcelona de 1922. D'aspecte convencional, el vehicle muntava però un motor radial, obra dels germans Baradat, que s'havia fet servir abans com a motor d'aviació. El motor cubicava 2.000 cc i lliurava 110 CV.